# Васильевка (Чуйская область)
Васильевка — село в Аламудунском районе Чуйской области Кыргызстана. Входит в состав Васильевского аильного округа. Код СОАТЕ — 41708 203 814 02 0.

## Население
По данным переписи 2009 года, в селе проживало 3661 человек.

## Известные жители
- Гришин, Иван Александрович (1918—2006) — майор, Герой Советского Союза (1945).
- Комиссаров, Владимир Сергеевич (1953—2017) — доктор юридических наук, заведующий кафедрой уголовного права и криминологии МГУ.